# Aeroportul Bali
Aeroportul Bali (IATA: BLC, ICAO: FKKG) este un aeroport din Provincia de Nord-Vest, Camerun ce deservește zona Bali, Camerun.
Situat la o altitudine de 242 m, aeroportul dispune de o singură pistă.